# Stephen Dillane
Stephen J. Dillane (Kensington, Londres, 30 de novembre de 1956) és un actor anglès. Va guanyar un premi Tony per la seva actuació a l'obra The Real Thing de Tom Stoppard. Recentment ha aparegut a la sèrie de l'HBO Game of Thrones.

## Biografia
Dillane va néixer a Kensington (Londres), de mare anglesa, Bridget (Curwen) i pare cirurgià australià, John Dillane. Va estudiar història i ciència política a la Universitat d'Exeter i després va esdevenir periodista per Croydon Advertiser. No feliç amb la seva carrera, va llegir com l'actor Trevor Eve. Va deixar l'arquitectura per l'actuació i això va provocar la seva entrada en el Bristol Old Vic Theatre School. Durant els primers anys de la seva carrera va ser conegut sota el sobrenom de Stephen Dillon, però va tornar a recuperar el seu nom de naixement en els anys 90.
Dillane és un distingit actor de teatre; els seus papers més notables inclouen a Archer en The Beaux' Stratagem (Royal National Theatre, 1989), el prior Walter en Angels in America (1993), Hamlet (1994), Clov en Endgame (1996), de Samuel Beckett, Uncle Vanya (1998), Henry en The Real Thing de Tom Stoppard (per la qual va guanyar un premi Tony el 2000), The Coast of Utopia (2002), i un paper en solitari en Macbeth (2005).
També ha actuat en l'obra Four Quartets de T.S. Eliot a Londres i Nova York, i en 2010 se'l va poder veure en les obres La tempesta i Al vostre gust de Bridge Project's productions.
En pantalla, Dillane és conegut pel seu paper de Horatio en l'adaptació cinematogràfica de 1990 de Hamlet.
Va interpretar a Michael Henderson en Welcome to Sarajevo (1997), personatge basat en el periodista britànic Michael Nicholson, i a l'impacient i constantment agitat Harker en Spy Game (2001).
També se li reconeix pels papers de Leonard Woolf en The Hours (2002), el llegendari jugador professional britànic de golf Harry Vardon, en The Greatest Game Ever Played (2005) i Glen Foy en la trilogia de Goal!. També va actuar en John Adams com Thomas Jefferson.
El juliol del 2011 va ser anunciat per al paper de Stannis Baratheon en el càsting de Game of Thrones.
El 2012 va interpretar a Rupert Keel, director de l'Organització Byzantium, una companyia de seguretat privada en la sèrie de televisió Hunted.
Aquest mateix any, Dillane va participar en la pel·lícula independent britànica Papadopoulos & Sons, en la qual interpreta al reeixit emprenedor Harry Papadopulos, que es veu obligat a començar de zero després de sofrir una crisi econòmica. El seu propi fill, Frank Dillane, interpreta al seu fill fictici en la pel·lícula.
El gener del 2013, Dillane va ser anunciat com un dels actors principals en el càsting de la sèrie de Sky Atlantic, The Tunnel, pel treball de la qual més tard rebria un Premi Emmy Internacional per al millor actor principal.

## Vida personal
Els seus fills, amb l'actriu Naomi Wirthner, són Seamus i el també actor Frank Dillane, conegut per interpretar a l'adolescent Voldemort en l'adaptació cinematogràfica de Harry Potter i el misteri del príncep. El germà petit de Stephen, Richard, és també actor.

## Filmografia
- The Secret Garden (1987)
- The One Game (1988)
- Hamlet, l'honor de la venjança (1990)
- Cors robats (Two If by Sea) (1996)
- Welcome to Sarajevo (1997)
- Déjà Vu (1997)
- Amor i passió (Love and Rage) (1998)
- Firelight (1998)
- Ordinary Decent Criminal (2000)
- Spy Game (2001)
- The Parole Officer (2001)
- The Truth About Charlie (2002)
- Visitants (The Gathering) (2002)
- The Hours (2002)
- King Arthur (2004)
- Haven (2004)
- The Greatest Game Ever Played (2005)
- Goal! (2005)
- Nou vides (Nine Lives) (2005)
- Goal! 2: Living the Dream... (2007)
- Fugitive Pieces (2007)
- Savage Grace (2007)
- John Adams (2008)
- God on Trial (2008)
- 44 Inch Chest (2009)
- Storm (2009)
- Game of Thrones (2012)
- Darkest Hour (2017)
- Outlaw King (2018)

## Premis i nominacions

### Premis
- 2000. Premi Tony al Millor Actor Protagonista en una Obra per The Real Thing

### Nominacions
- 2008. Primetime Emmy al millor actor en minisèrie o telefilm per John Adams